# واترپلو در المپیک تابستانی ۱۹۸۸
واترپلو در بازی‌های المپیک تابستانی ۱۹۸۸ نام رویداد ورزش واترپلو در بازی‌های المپیک تابستانی بود که در سال ۱۹۸۸ برگزار شد.